# Crim contra la pau
Un crim contra la pau en dret internacional és la «planificació, preparació, iniciació o desenvolupament d'una guerra d'agressió o d'una guerra en violació dels tractats internacionals, acords o pactes, o la participació en plans o conspiracions per participar en algun dels anteriors».
Aquesta definició va ser incorporada en els Judicis de Nuremberg i posteriorment en la Carta de les Nacions Unides i va servir per definir jurídicament l'agressió bèl·lica com un crim en contra la pau. També es troba en l'essència dels quatre crims internacionals descrits en l'Estatut de Roma per a la creació del Tribunal Penal Internacional (genocidi, crim contra la humanitat, crim de guerra i crim d'agressió). Una excepció important són les accions militars defensives descrites en l'article 51 de la Carta de les Nacions Unides que requereixen supervisió del Consell de Seguretat de l'ONU però que no són il·legals segons el Dret internacional.
Un important precedent per la definició del concepte és el Pacte Briand-Kellogg de 1928, en el qual els firmants afirmaren que renunciaven a recórrer a la guerra com a instrument polític per resoldre controvèrsies internacionals així com en les relacions entre ells.
Aquesta definició va ser aplicada per primer cop per jutjar crims comesos a Finlàndia durant la guerra de continuació i va ser recollida en els principis de Nuremberg, per als Judicis de Nuremberg que van jutjar els crims de l'Alemanya nazi comesos durant la Segona Guerra Mundial i al Tribunal Militar Internacional per a l'Extrem Orient per a crims de l'Imperi Japonès.